# Reazione a catena
Reazione a catena (dosł. reakcja łańcuchowa) – teleturniej emitowany na Rai 1 od 2 lipca 2007 roku. Program nagrywany jest w studiu TV2 Rai Production Center w Neapolu i emitowany codziennie we wczesnych godzinach wieczornych podczas letnich wakacji. Od 2007 do 2009 roku przez trzy edycje quiz prowadził Pupo, od 2010 do 2013 roku przez cztery edycje Pino Insegno (jako prowadzący ten teleturniej wrócił w 2024 roku), następnie również przez cztery edycje od 2014 do 2017 roku program prowadził Amadeus. W 2018 roku Gabriele Corsi, a w latach 2019-2023 quiz prowadzi Marco Liorni.

## Charakterystyka gry
Program ma za zadanie odgadywanie łamigłówek ze słowami. We wszystkich etapach gry zawodnicy mają za zadanie odgadywać ukryte słowa i zdaniami często na podstawie skojarzeń, gdzie jeden wyraz łączy się z innym "reakcją łańcuchową", w oparciu o wspólne znaczenia, przysłowia, aforyzmy, tytuły filmowe lub tytuły książek. W grze biorą udział dwie drużyny trzyosobowe (wyróżnione pomarańczowymi i niebieskimi kolorami, które odpowiednio określają rywali i obecnie panujących "mistrzów"). Członkowie każdej drużyny powinni mieć wspólne zainteresowania, albo być przyjaciółmi, bliską rodziną lub wspólnymi znajomymi w pracy. Po krótkiej prezentacji zawodników rozpoczyna się gra z sześcioma etapami.

## Zagraniczne edycje
Istnieje wiele formatów zagranicznych: m.in. turecka wersja pod nazwą Kelime Zinciri, kanadyjska Action Réaction, indonezyjska Kata Berkait, amerykańska The New Chain Reaction oraz brytyjska Lucky Ludders.